# ライトナーシステム

動画による説明。クリックすることで拡大表示される。

誤答を初めからやり直す例

誤答の復習頻度を一段階上げる例

ライトナーシステムは1970年代にドイツの科学記者Sebastian Leitnerが提案した効率的な単語帳使用法である。
復習間隔が次第に延びる間隔反復原理を活用している。
問題集は利用者の理解度に合わせてライトナーの学習箱に分類される。
利用者が任意頁の問題を回答し、正答時には当該頁は次の箱に、誤答時には前の箱に戻す。
正答頻度が高い箱に従い、復習頻度や期間が長くなる。

## 例

### 例1
A、B、Cの3箱に問題用紙が入っている。
Aの問題は誤答数が多く、Cの問題には正答数が多い。
Aを毎日、Bは2-3日おき、Cは5日ごとに復習し、A（B）の正答時には当問題をB（C）へ振り分け、BやCの誤答時にはAに差し戻す。

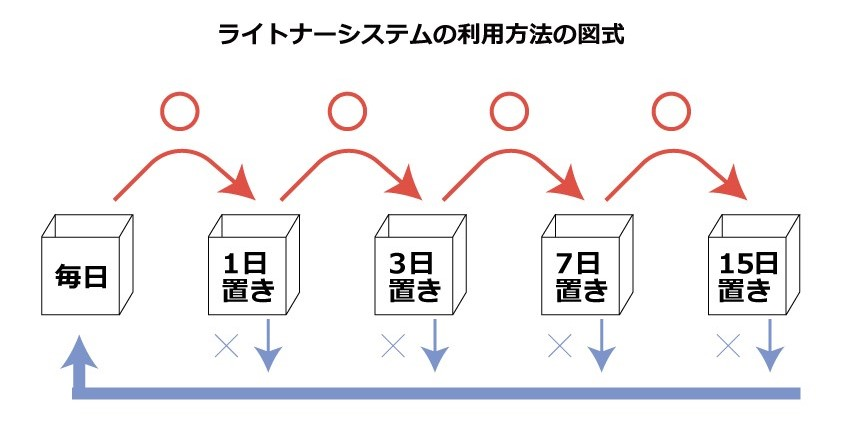
https://drjuken.com/?p=662

この方法により、誤答率が高い問題に集中して取り組むことで
総学習時間が抑えられる。

## 手順
1. 5つの入れ物を用意し、それぞれに1から5の番号を振り分ける。そして、覚えたい暗記カードをすべて1の箱に入れる。
2. 暗記カードを一枚ずつ確認し、正解したカードは入っていた箱の数字より一つ大きい数字の箱へ移す。もし間違えた場合は、どこの箱に入っていようと1の箱に戻すこととなる。※例えば、1の箱に入っているカードを正解したら2の箱へ、3の箱に入っているカードを間違えたら1の箱へ移動させる。
3. 1の箱に入っているカードを一通り確認した後、次の日から復習を始めることとなる。復習頻度は箱の数字によって変わる。具体的には「1の箱は毎日、2の箱は1日おき、3の箱は3日おき、4の箱は7日おき、5の箱は15日おき」に復習することとする。

## ライトナーシステム応用上の注意点
ライトナーシステムでは、覚えやすいものと覚えにくいものがある。例えば、日本史の単語などは一見覚えやすそうだが、日本史の用語は歴史の流れも含めて暗記しなければならないため、ライトナーシステムに向かない。一方で、1つの用語に対して特定の意味を覚える際は有効的に使えると言える。例えば、英単語のように、1つの単語に数個の意味を覚えるだけのパターンは、利用しやすい。そのため、日本史に関して言えば、歴史の流れを比較的気にせず回答できる文化史系統の問題については利用しやすいだろう。